# Baccarà

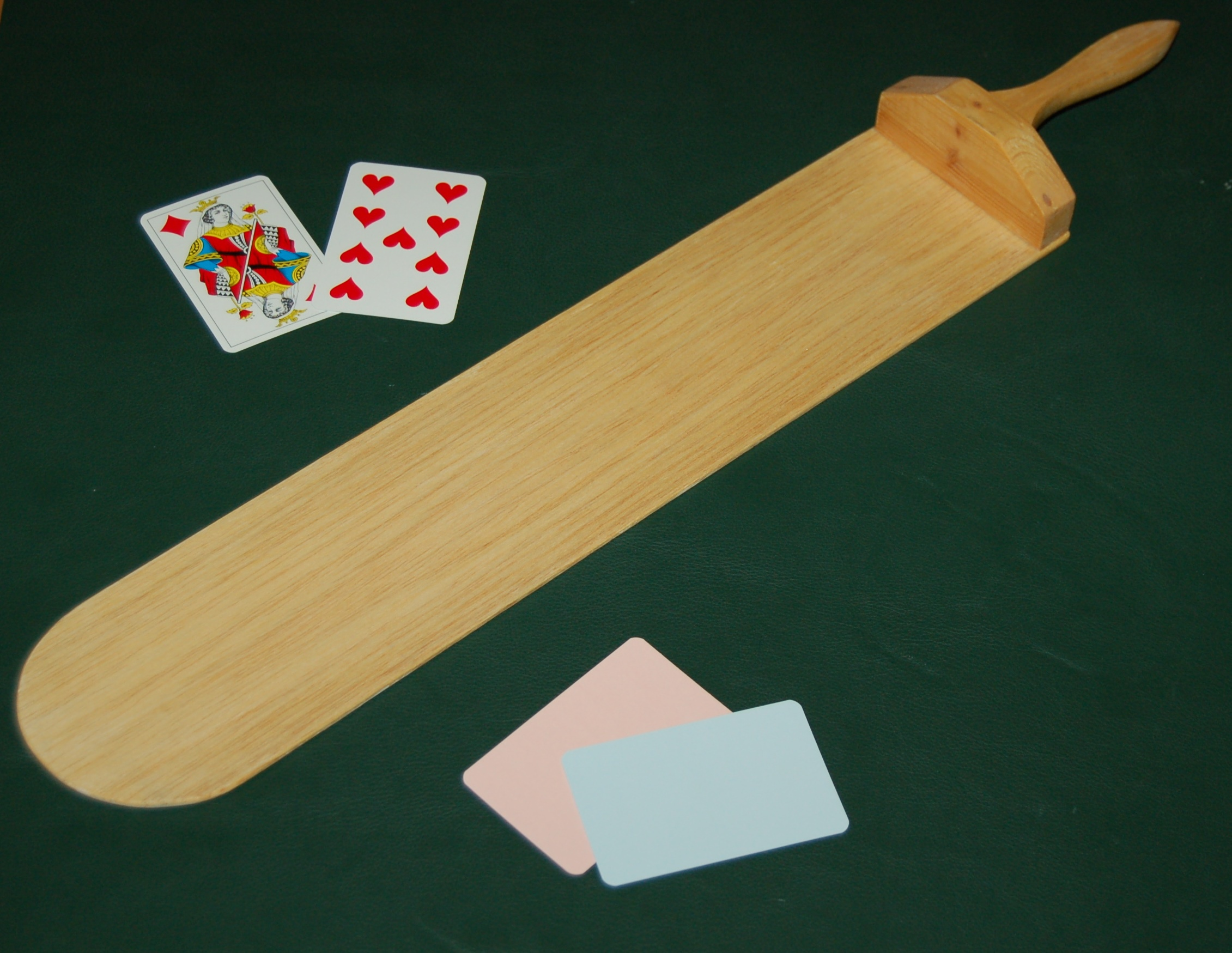
Pala e carte da baccarà

Il baccarà (o baccarat) è un gioco d'azzardo molto giocato nei casinò.
Gioco dall'origine incerta si è diffuso in Francia, in particolare presso la corte. Esistono numerose versioni di baccarat che si differenziano soprattutto per lo svolgimento del gioco.

## Punteggi
Le figure e i 10 valgono 0. Tutte le altre carte valgono il loro valore nominale. La somma delle carte (togliendo tutte le decine, che equivalgono a 0) dà il punteggio finale. Ad esempio, se abbiamo un 6, un 7 e un 8, avremo 6+7+8=21, che togliendo le decine diventa 1.

## Baccarat punto banco
Questo gioco, nato nel Nordamerica e poi diffusosi in tutto il mondo, è l'unico a potersi chiamare baccarat (baccarà è una scrittura italianizzata); tale gioco è presente in tutti i casinò del mondo e sebbene sia fondamentalmente un gioco aleatorio, dove cioè il giocatore non può manipolare gli eventi, ha sempre un maggior successo.
Sebbene si giochi in due, il baccarà coinvolge un numero di giocatori che può variare sino a 14 persone, potendo le persone infatti puntare anche se non stanno giocando, proprio come il blackjack.
Prima della distribuzione, ogni partecipante può puntare come segue:
- sul giocatore come vincitore della mano, "punto"
- il banco vincitore della mano, "banco"
- oppure sul pareggio di entrambi, "tie" o "égalité"

L'égalité è pagata 8 a 1, il punto 1 a 1 (alla pari), mentre il banco 19 a 20, ovvero il casinò ritiene una tassa pari al 5%. Esiste anche una variante chiamata "punto 2000". In questa, in caso di vincita sia del punto che del banco, la quota viene pagata 1 a 1, tranne quando il banco vince con un punteggio di 6. In questo caso, la vincita viene pagata 1 a 2, ovvero la metà.
Il gioco segue una sequenza molto rigorosa. Dopo aver mescolato e tagliato i mazzi, questi vengono inseriti nel sabot. All'inizio, il croupier distribuisce due carte coperte sia al giocatore che al banco, che è gestito dallo stesso croupier (le carte hanno il loro valore nominale, tranne i 10 e le figure, che valgono 0). Se una di queste mani totalizza 8 o 9 punti, cioè un "naturale", entrambe le mani vengono mostrate e la mano con il punteggio più alto vince. Se invece si verifica un pareggio, la mano è pari.
Se nessuno ottiene un naturale, l'azione varia in base alle carte del giocatore. Se il giocatore ha un 6 o un 7, non riceve ulteriori carte; in caso contrario, ne riceverà un'altra. Se il giocatore ha un 6 o un 7 e il banco ha un punteggio tra 0 e 5, allora il banco riceverà un'altra carta. Se le quattro carte iniziali danno un risultato di 6/7, 7/6, 6/6 o 7/7, non vengono distribuite ulteriori carte.
Quindi è il turno del banco che sta:
- se il valore delle sue carte è 7;
- se il valore è 6, il banco pesca una carta se la terza carta del giocatore è un 6 o un 7;
- se il valore è 5, il banco pesca una carta se la terza carta del giocatore è un 5, 6 o un 7;
- se il valore è 4, il banco pesca una carta se la terza carta del giocatore è un 2, 3, 4, 5, 6 o un 7;
- se il valore è 3, il banco pesca una carta se la terza carta del giocatore è diversa da 8 e 9;
- se il valore è 2, 1 o 0, il banco pesca sempre un'altra carta.

Dopo che il banco ha effettuato la sua mossa vengono mostrate le carte e il giocatore con il valore totale delle carte che si avvicina di più a 9 vince.

## Baccarà
Si gioca con sei mazzi di carte francesi esclusi i jolly sistemate dentro un sabot; il dorso delle carte deve essere tutto in monocolore senza decorazioni o simili. Nel tavolo un giocatore tiene il banco, collocandosi al centro; gli altri giocatori, in numero imprecisato, si pongono alla destra e alla sinistra del banco, in settori appositi chiamati tableaux (o anche ali in italiano). I giocatori del singolo tableau hanno la possibilità, uno per volta, di giocare le carte, finché non perdono contro il banco, e allora passano la mano al compagno successivo; il giocatore che ha in un dato momento la possibilità di giocare le carte si chiama puntatore.
La sequenza di gioco è la seguente:
1. I giocatori dei due tableaux fanno le loro puntate; all'interno dei tableaux ha la precedenza chi deve giocare le carte. I giocatori possono farlo non superando il limite massimo stabilito dal giocatore che tiene il banco; possono giocare su un tableau o sull'altro, oppure su entrambi ponendo i soldi al centro; in quest'ultimo caso ci saranno diverse possibilità:
  - Entrambe le ali perdono, e allora il giocatore che ha posto i soldi al centro perde.
  - Entrambe le ali vincono, e allora il giocatore che ha posto i soldi al centro vince.
  - Un'ala vince e una perde, e in tal caso la puntata del giocatore rimane congelata.
  - Un'ala vince e l'altra va a parità, e in tal caso il giocatore vince metà della puntata e l'altra metà rimane congelata.
  - Un'ala perde e l'altra va a parità, e in tal caso il giocatore perde metà della puntata e l'altra metà rimane congelata.
2. Il banco dà le carte coperte nel seguente modo: una al tableau di destra, una al tableau di sinistra e una a sé stesso, e ripete questa operazione un'altra volta. In pratica distribuirà 2 carte ogni ala e 2 carte a sé stesso.
3. I giocatori (compreso il banco) a questo punto possono (seguendo l'ordine in cui sono state date le carte) o stare, ovverosia non volere più carte, o aprire, ovvero volere un'altra carta, questa volta scoperta; hanno anche una terza possibilità: battere, ovvero mostrare le carte, se essi hanno un punteggio complessivo di 8 o di 9 (punto massimo). In quest'ultimo caso non si dovrà attendere il proprio turno, ma dichiararlo immediatamente. Le battute hanno un maggior valore rispetto al punteggio con tre carte, per cui se un giocatore batte di 8 e il banco ottiene 9 chiamando carta, vince lo stesso il giocatore, poiché l'8 di battuta vale di più del 9 con tre carte.
4. Il banco alla fine ritira le puntate degli eventuali perdenti (tableau perdente) e paga la somma agli eventuali vincenti (tableau vincente).